# Assuerus Hippolitus Overmeer
 Assuerus Hippolytus Overmeer (Leeuwarden, 3 de outubro de 1881 - Rio de Janeiro, 23 de novembro de 1944) foi um bibliotecário, bibliófilo poliglota, de origem holandesa e naturalizado brasileiro

## Biografia
Assuerus Hippolytus Overmeer nasceu em 3 de outubro de 1881, na cidade de Leeuwarden, na Holanda, filho de Taede Overmeer e Geertruida Martina Schräder.
Em 1909, foi convidado por Oswaldo Cruz, então diretor do Instituto Oswaldo Cruz (IOC), para fazer parte do quadro funcional do Instituto e foi o primeiro bibliotecário-chefe da Biblioteca de Manguinhos.
À frente da biblioteca, Overmeer desenvolveu serviços de informação científica e técnicas de tratamento dos documentos considerados inovadores no Brasil, como a implantação da Classificação Decimal de Bruxelas, atualmente conhecida como Classificação Decimal Universal, e implementou o catálogo analítico e as "mesas das quartas-feiras", encontros semanais entre os pesquisadores do Instituto Oswaldo Cruz para leitura de artigos selecionados por Oswaldo Cruz e elaboração de resumos que auxiliavam na elaboração do catálogo analítico.
Em 7 de maio de 1910 ele se casou com Maria Pia Gouvêia, e em janeiro de 1911 foi-lhe concedida a naturalização brasileira.
Overmeer era muito respeitado e admirado pelos cientistas e por intelectuais da época. Algumas vezes era requisitado para a participação em trabalhos e emissão de pareceres fora do Instituto. Para citar um exemplo, em 1934 foi convidado por Clado Ribeiro de Lessa – presidente da Sociedade Capistrano de Abreu – para participar de um projeto de resgate de publicações holandesas relativas ao seu domínio no Brasil, que estavam depositadas no Arquivo Nacional. Dentre outras atividades, ficou a cargo de Overmeer realizar a análise e a tradução para o português do livro Conferência sobre as Índias Occidentaes em que se trata dos negócios destas regiões, publicado originalmente em 1653 em língua flamenga. A obra faz um importante panorama sobre a organização da colônia holandesa que se instalou no nordeste do Brasil no século XVII.
Overmeer faleceu em 23 de novembro de 1944, na cidade do Rio de Janeiro, de insuficiência cadíaca.

## Homenagem
Em sua homenagem, a seção de obras raras da Biblioteca de Manguinhos recebeu o nome de “Seção de Obras Raras Assuerus Hyppolitus Overmeer".

## Ligações externa
Arquivo Pessoal de Assuerus Overmeer sob a guarda da Casa de Oswaldo Cruz / Fundação Oswaldo Cruz